# Уравнение сжимаемости
В статистической механике и термодинамике уравнение сжимаемости связывает изотермическую сжимаемость (англ. Compressibility) (и косвенно — давление) со структурой жидкости. Уравнение записывается:
{\displaystyle kT\left({\frac {\partial \rho }{\partial p}}\right)=1+\rho \int dr[g(r)-1]} (1)
где {\displaystyle \rho } — концентрация частиц, g(r) — радиальная функция распределения и {\displaystyle kT\left({\frac {\partial \rho }{\partial p}}\right)} — изотермическая сжимаемость.
Используя уравнение Орнштейна-Цернике в Фурье представлении, уравнение сжимаемости (1) может быть записано в форме:
{\displaystyle {\frac {1}{kT}}\left({\frac {\partial p}{\partial \rho }}\right)={\frac {1}{1+\rho \int h(r)d{\rm {r}}}}={\frac {1}{1+\rho {\hat {H}}(0)}}=1-\rho {\hat {C}}(0)=1-\rho \int c(r)d{\rm {r}}}
где h(r) и c(r) — соответственно полная и прямая корреляционные функции. Уравнение сжимаемости — одно из многих интегральных уравнений в статистической механике.

## Список литературы
1. McQuarrie, Donald A. (Donald Allan). Statistical mechanics. — New York: Harper & Row, [1975], ©1976. — xiv, 641 pages с. — ISBN 0-06-044366-9, 978-0-06-044366-5.